# Vítězslav Veselý
Pour les articles homonymes, voir Veselý.
Vítězslav Veselý, né le 27 février 1983 à Hodonín, est un athlète tchèque spécialiste du lancer du javelot. Champion d'Europe en 2012 à Helsinki et champion du monde en 2013 à Moscou, il remporte deux médailles de bronze olympiques à Londres en 2012 et à Tokyo en 2021. 
Il est entraîné par Jan Železný, recordman du monde du javelot. 

## Biographie
Neuvième des Championnats du monde juniors 2002, Vítězslav Veselý se classe douzième des Jeux olympiques de 2008 avec un jet à 76,76 m. Sélectionné pour les Championnats de monde de Berlin dès l'année suivante, il échoue en qualification avec 75,76 m. Auteur d'un record personnel à 81,20 m établi durant la saison 2008, le Tchèque améliore de près de cinq mètres cette performance au mois de mai 2010 en réalisant 86,45 m à Olomouc. Il échoue au pied du podium des Championnats du monde 2011 de Daegu avec un lancer à 84,44 m.
Il se distingue lors de la saison 2012 à l'occasion des meetings de la ligue de diamant. Vainqueur du Shanghai Golden Grand Prix avec un jet à 85,40 m, devant l'Allemand Matthias de Zordo et le Finlandais Ari Mannio, il se classe deuxième derrière le Letton Vadims Vasiļevskis lors de la Prefontaine Classic d'Eugene avec la marque de 83,78 m. Début juin, à Oslo, il établit la meilleure performance mondiale de l'année en portant son record personnel à 88,11 m. Il confirme son état de forme lors des Championnats d'Europe disputés fin juin à Helsinki en s'adjugeant la médaille d'or avec un lancer à 83,72 m, titre continental que son entraineur Jan Železný n'avait jamais pu conquérir. Il devance sur le podium le Russe Valeriy Iordan et le Finlandais Ari Mannio.
Le 8 août 2012, dans le cadre des Jeux olympiques de Londres, il réalise 88,34 m dès le concours des qualifications, améliorant ainsi son record personnel et la meilleure performance mondiale de la saison. Il ne peut répéter sa performance en finale et termine au pied du podium avec 83,34 m, mais récupère finalement la médaille de bronze à la suite de la disqualification en septembre 2016 de l'Ukrainien Oleksandr Pyatnytsya, médaillé d'argent.
En 2013, il remporte les championnats du monde de Moscou avec la marque de 87,17 m, établie à son premier essai. Il devance le Finlandais Tero Pitkämäki et le Russe Dmitriy Tarabin. Il s'adjuge également la victoire finale de la Ligue de diamant 2013, grâce notamment à ses victoires obtenues aux meetings de Doha, d'Oslo et de Monaco.
Vítězslav Veselý ne parvient pas à conserver son titre continental, aux championnats d'Europe 2014 de Zurich, devancé pour la médaille d'or par le Finlandais Antti Ruuskanen. Troisième de la Ligue de diamant 2014, il se classe deuxième de la Coupe continentale d'athlétisme.
Le 7 juillet 2016, le Tchèque devient vice-champion d'Europe pour la seconde fois consécutive, battu par le Letton Zigismunds Sirmais.
Aux Jeux Olympiques de Tokyo en 2021, Veselý parvient à décrocher à l'âge de 38 ans la médaille de bronze en réussissant 85,44 m, son meilleur jet depuis 2015. Il gagne ainsi la deuxième médaille olympique de sa carrière, seulement devancé sur le podium par l'Indien Neeraj Chopra et son compatriote Jakub Vadlejch.

## Vie privée
Il est le compagnon de la lanceuse Nikola Ogrodníková.

## Palmarès
| Date | Compétition           | Lieu             | Résultat | Marque  |
| ---- | --------------------- | ---------------- | -------- | ------- |
| 2008 | Jeux olympiques       | Pékin            | 12e      | 76,76 m |
| 2010 | Championnats d'Europe | Barcelone        | 9e       | 77,83 m |
| 2011 | Championnats du monde | Daegu            | 4e       | 84,44 m |
| 2012 | Championnats d'Europe | Helsinki         | 1er      | 83,72 m |
| 2012 | Jeux olympiques       | Londres          | 3e       | 83,34 m |
| 2012 | Ligue de diamant      | Ligue de diamant | 1er      | détails |
| 2013 | Championnats du monde | Moscou           | 1er      | 87,17 m |
| 2013 | Ligue de diamant      | Ligue de diamant | 1er      | détails |
| 2014 | Championnats d'Europe | Zurich           | 2e       | 84,79 m |
| 2014 | Coupe continentale    | Marrakech        | 2e       | 83,77 m |
| 2014 | Ligue de diamant      | Ligue de diamant | 3e       | détails |
| 2015 | Championnats du monde | Pékin            | 8e       | 83,13 m |
| 2015 | Ligue de diamant      | Ligue de diamant | 2e       | détails |
| 2016 | Championnats d'Europe | Amsterdam        | 2e       | 83,59 m |
| 2016 | Jeux olympiques       | Rio de Janeiro   | 7e       | 82,51 m |
| 2016 | Ligue de diamant      | Ligue de diamant | 5e       | détails |
| 2021 | Jeux olympiques       | Tokyo            | 3e       | 85,44 m |
| 2022 | Championnats d'Europe | Munich           | 4e       | 84,36 m |

## Records
| Épreuve           | Performance | Lieu    | Date        |
| ----------------- | ----------- | ------- | ----------- |
| Lancer du javelot | 88,34 m     | Londres | 8 août 2012 |